# Marsz Autonomii

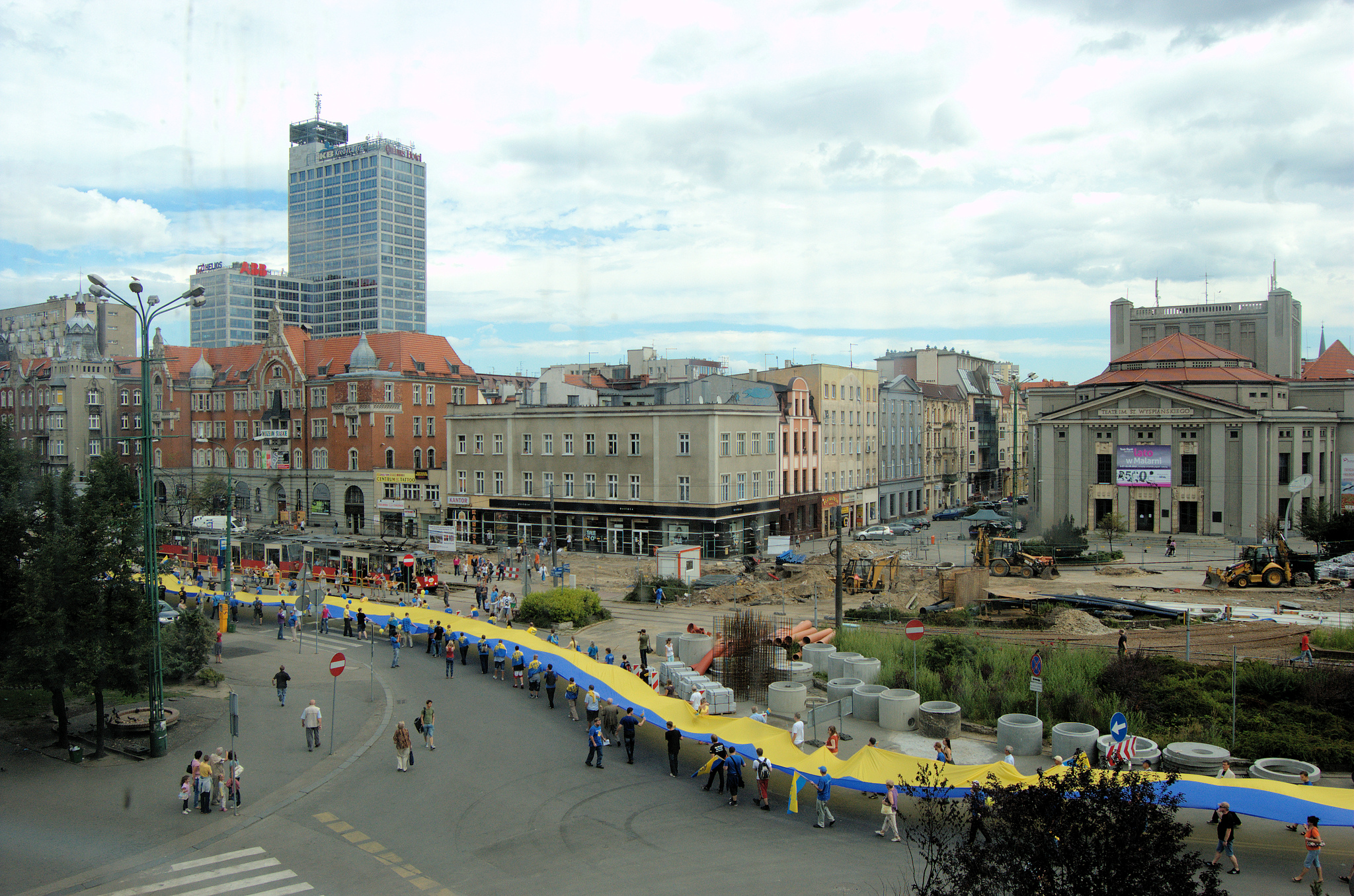
Panorama na przejście VI Marszu Autonomii

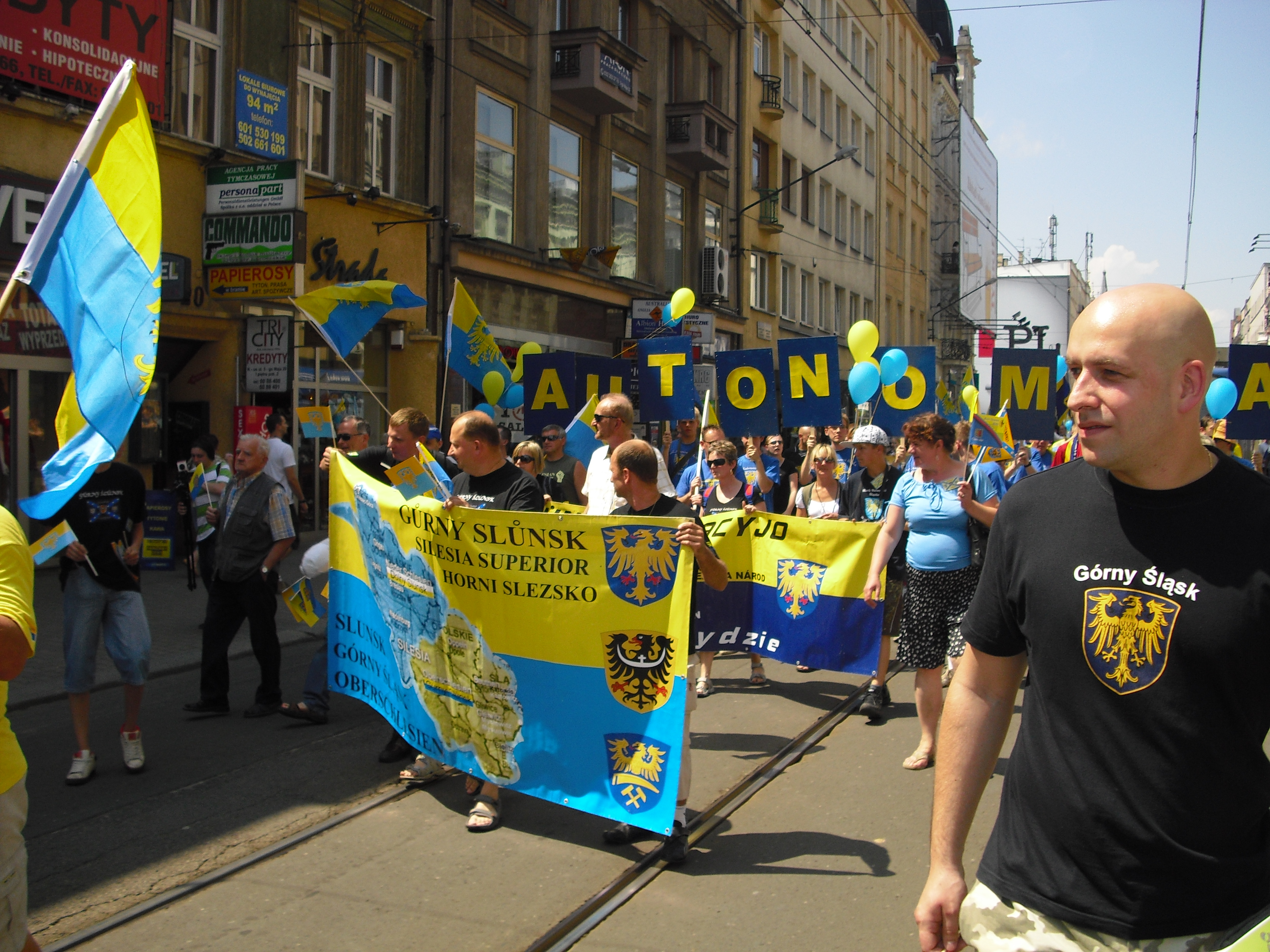
III Marsz Autonomii

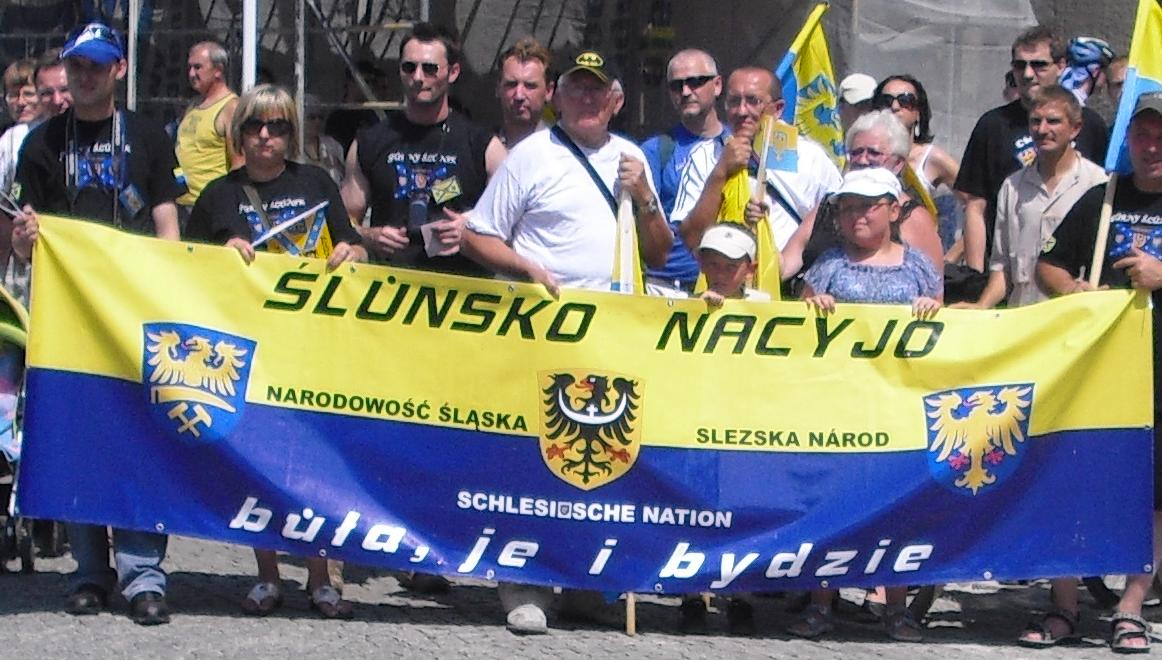
"Ślůnsko Nacyjo bůła, je i bydzie" – banner na III Marszu Autonomii

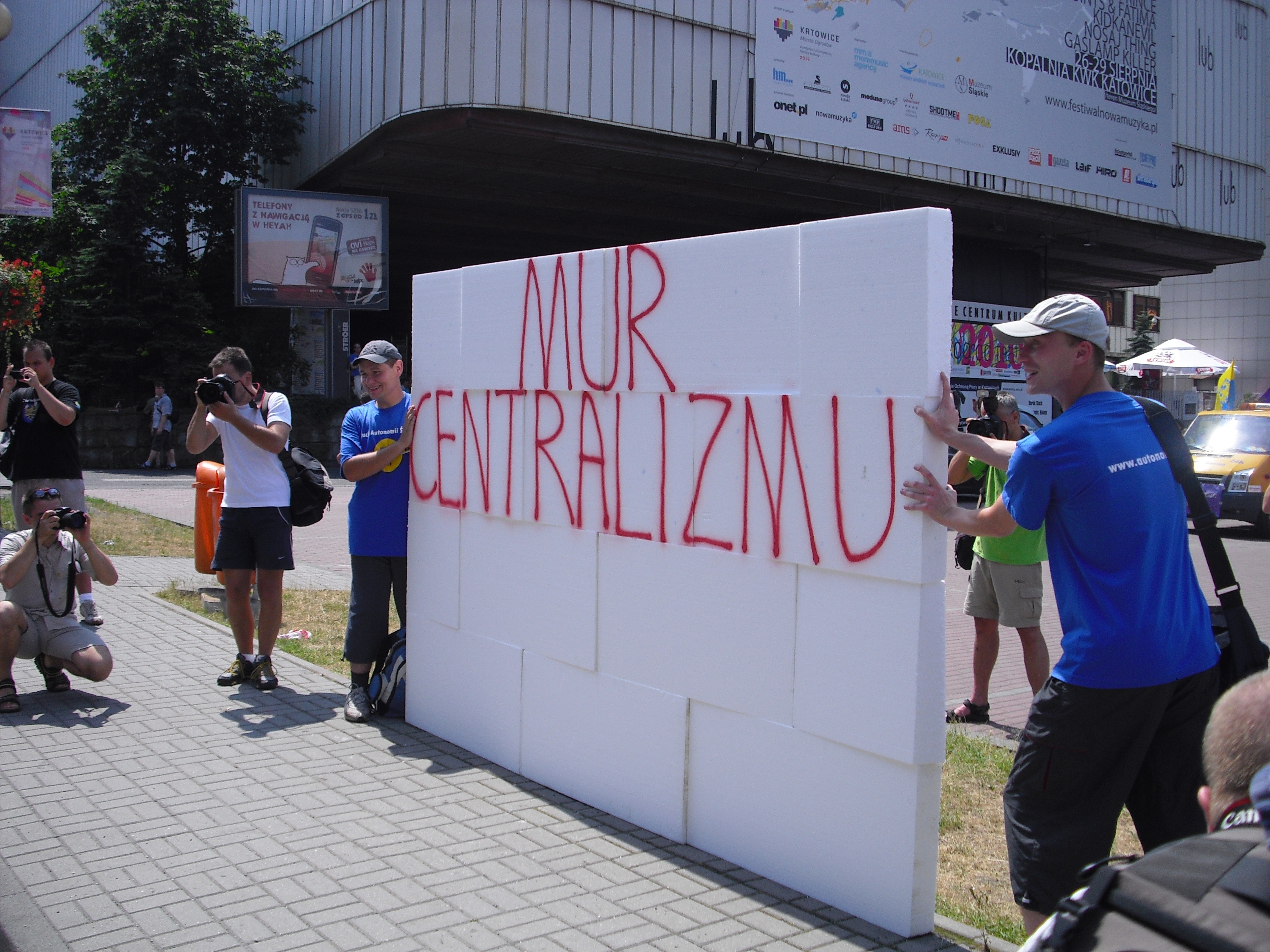
Symboliczny Mur Centralizmu na chwilę przed zburzeniem. IV Marsz Autonomii

Marsz Autonomii – manifestacja odbywająca się corocznie począwszy od 2007 roku w okolicach 15 lipca (w rocznicę uchwalenia Statutu Organicznego Województwa Śląskiego w 1920 roku) w Katowicach, polegająca na przemarszu ulicami Katowic pod Urząd Wojewódzki (gmach dawnego Sejmu Śląskiego). Według organizatorów, Marsz jest manifestacją poparcia dla idei przywrócenia autonomii Górnego Śląska w nowoczesnej formie, wzorowanej na rozwiązaniach hiszpańskich czy niemieckich. Uczestnicy marszu niosą ze sobą flagi, bannery i transparenty w górnośląskich, żółto-błękitnych barwach, herby ze złotym orłem na błękitnym tle. Głównym organizatorem Marszu jest Ruch Autonomii Śląska. Według organizatorów, jest to największa w Polsce cykliczna manifestacja dotycząca spraw lokalnych społeczności.

## I Marsz Autonomii – 15 lipca 2007
W pierwszym marszu Autonomii wzięło udział kilkaset osób. Trasa przemarszu wiodła z Rynku pod Urząd Wojewódzki. Marsz zakończył się wiecem, podczas którego wysyłano pocztówki do prezydenta RP Lecha Kaczyńskiego z prośbami o przywrócenie autonomii. Następnie uczestnicy mieli okazję obejrzeć w Górnośląskim Centrum Kultury filmy o tematyce górnośląskiej.

## II Marsz Autonomii – 12 lipca 2008
Według szacunków policji, w Marszu wzięło udział ok. 800 osób. Podczas przemarszu grała orkiestra, a pochód otwierali motocykliści. W odróżnieniu od poprzedniego marszu, zorganizowano go w sobotę, a rozpoczął się na Placu Wolności, co zostało dobrze przyjęte i następne edycje miały taki sam termin i trasę. Przemarsz zakończyły przemówienia Jerzego Gorzelika i Mariana Makuli pod gmachem Urzędu Wojewódzkiego.

## III Marsz Autonomii – 18 lipca 2009
W III Marszu Autonomii wzięło udział ponad 1000 osób. W pochodzie wzięli udział rekonstrukcjoniści, którzy wcielili się w role śląskich rycerzy, motocykliści oraz tradycyjnie orkiestra. Hasłem przewodnim Marszu było "Autonomia, to oferta jest wspaniała, bo Śląsk syty, Polska cała".

Podczas pikiety pod urzędem Wojewódzkim zabrali głos Alojzy Lysko i Jerzy Gorzelik. Podpisywano petycję do Donalda Tuska, przypominając mu jego własne, przychylne dla idei autonomicznych regionów słowa z 1994 roku: 

To stolica bałamutnie tłumaczy, że podatki z lepiej rozwiniętych regionów wspomagają bardziej zacofane, gdy w rzeczywistości pieniądze ze wszystkich regionów płyną do centrum – na jego utrzymanie i opłacenie nietrafnych z reguły decyzji. Pieniądze i decyzje powinny pozostawać jak najbliżej nas. Centrum rozwiązywać powinno wyłącznie problemy, z którymi w żaden sposób nie jest w stanie uporać się jednostka, gmina, powiat, województwo. Życie uczy, że jest ich bardzo niewiele.

Odbył się także konkurs na "najgłupszą wypowiedź o Śląsku i Ślązakach", w której zwyciężył cytat z Lecha Kaczyńskiego: 

Kibice mogą czuć się bardziej Ślązakami niż Polakami, bo to środowiska, które łatwo zmobilizować i przekazać im tożsamość.

## IV Marsz Autonomii – 17 lipca 2010
W IV Marszu Autonomii wzięło udział około 1000 (według PAP) – 1500 (według organizatorów) osób. Hasłem przewodnim tej edycji było "Autonomia 2020" – według organizatorów data ta, będąca jednocześnie 100. rocznicą ustanowienia autonomii Górnego Śląska, jest realnym terminem jej przywrócenia. Wznoszono okrzyki: "Górny Śląsk", "Autonomia" i "Poradzymy" (pol. "damy radę"). W marszu wzięły udział stowarzyszenia Pro Loquela Silesiana i Danga, promujące etnolekt śląski.
W przemówieniu pod Urzędem Wojewódzkim Jerzy Gorzelik mówił o wydaniu "Ślabikorza" (elementarza w języku śląskim), o realnym jeszcze w 2010 roku nadaniu językowi śląskiemu statusu języka regionalnego oraz o działaniach związanych z wyborami do władz samorządowych.
Część oficjalna marszu zakończyła się zburzeniem symbolicznego "Muru Centralizmu".

## V Marsz Autonomii – 16 lipca 2011
W V Marszu Autonomii wzięło udział około 2 i pół tysiąca osób. Hasłem przewodnim tego marszu było Śląsk syty, Polska cała. Pochodowi przewodzili motocykliści, orkiestra z Brzezinki i osoby przebrane w tradycyjne, śląskie stroje.
Ruch Autonomii Śląska opublikował spot reklamujący to wydarzenie z podkładem muzycznym w etnolekcie śląskim autorstwa zespołu 032 o nazwie Bez haje (Bez awantury, przemocy).
W trakcie pochodu odbyła się kontrmanifestacja kilkunastu osób związanych z Ligą Obrony Suwerenności.
Po przejściu na plac Sejmu Śląskiego rozpoczął się I Dzień Górnośląski mający na celu podtrzymanie i pielęgnowanie kultury i tożsamości regionu. Wystąpiły różne zespoły i osobistości regionu, sprzedawano odzież w barwach Górnego Śląska.

## VI Marsz Autonomii – 14 lipca 2012

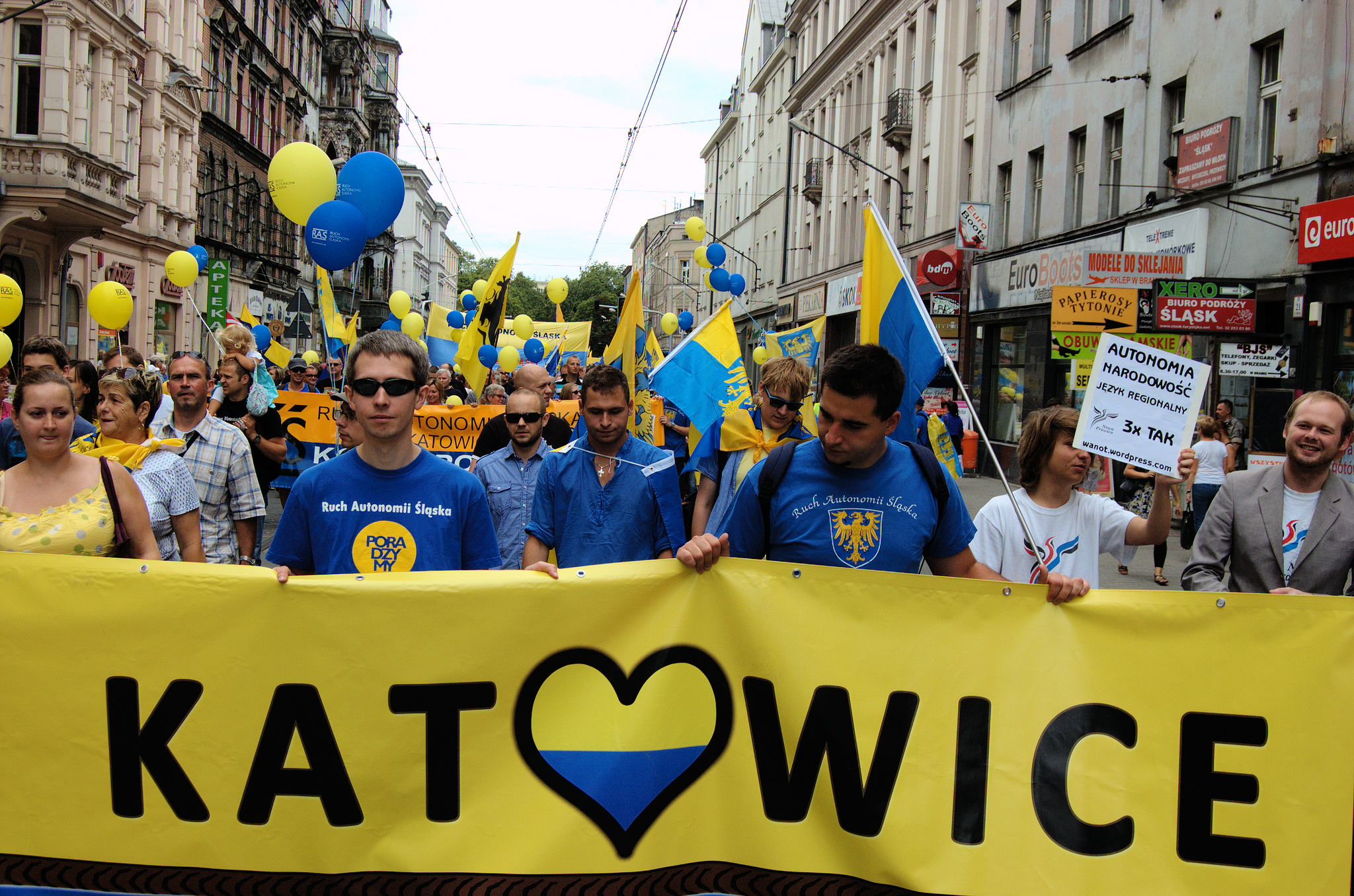
Demonstranci z transparentem Katowice. VI Marsz Autonomii

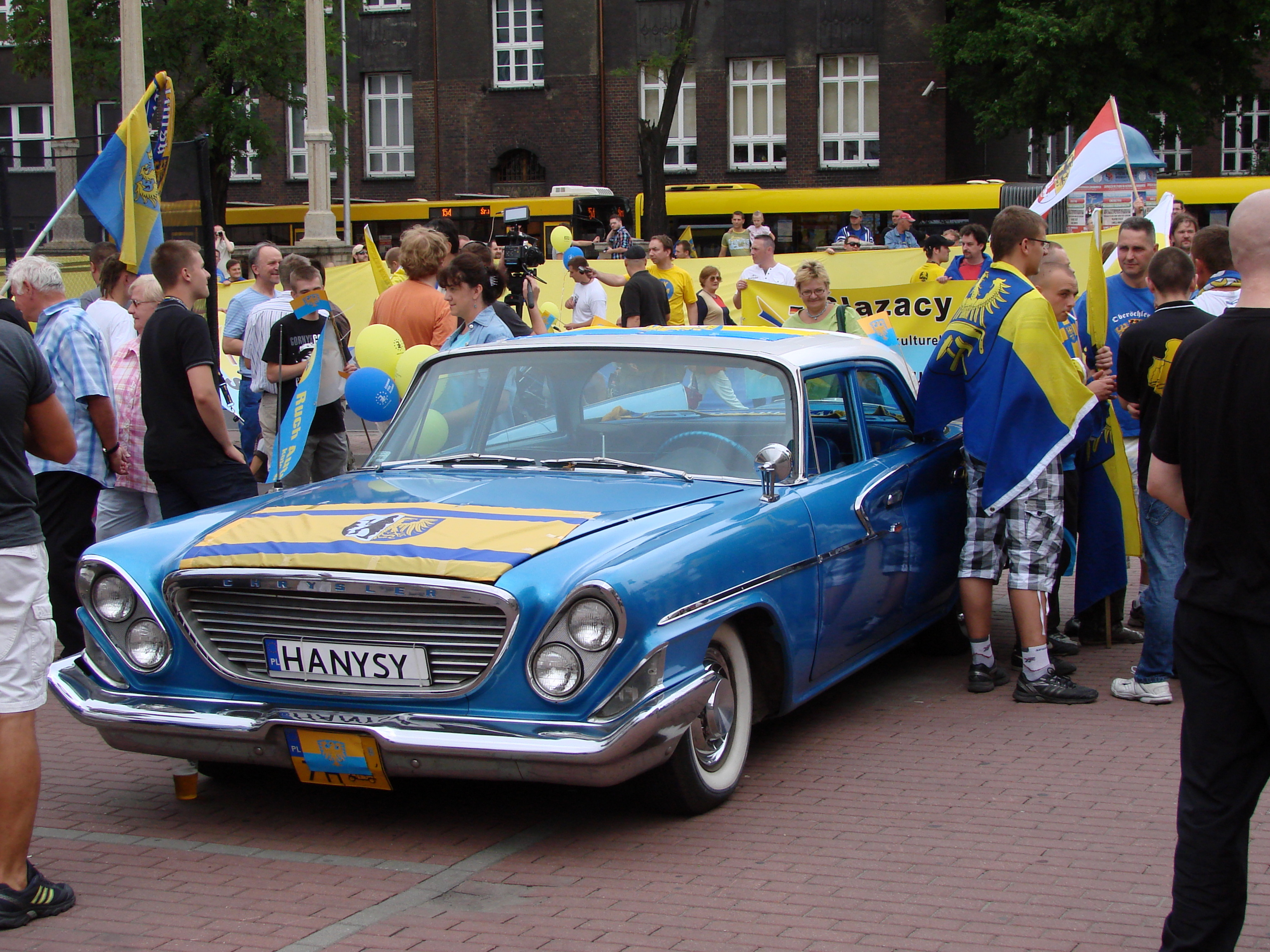
VI Marsz Autonomii Śląska 2012 Katowice

W VI edycji Marszu udział wzięło, według różnych szacunków od 3 500 do około pięć tysięcy osób. Z powodu remontu w centrum Katowic wyjątkowo zmieniono trasę - pochód przeszedł ulicami 3 Maja, Stawową, Mickiewicza, Moniuszki, Szkolną, Warszawską, Francuską, Jagiellońską na plac Sejmu Śląskiego. Długość trasy wyniosła ok. 2,3 km, pochodowi tradycyjnie przewodzili motocykliści.
Jedną z największych atrakcji pochodu była stumetrowa flaga w żółtoniebieskich barwach. Odbyła się też kontrmanifestacja kilkudziesięciu osób związanych z Ligą Obrony Suwerenności. Po marszu odbył się II Dzień Górnośląski o charakterze rodzinnego pikniku z różnymi atrakcjami.

## VII Marsz Autonomii – 13 lipca 2013
Marsz wyruszył w sobotę, 13 lipca w samo południe z Placu Wolności w Katowicach. Uczestnicy pochodu tradycyjnie kierowali się w stronę placu Sejmu Śląskiego, gdzie rozpoczęto III Dzień Górnośląski.